# Llibre de les Solemnitats
El Llibre de les Solemnitats de Barcelona o Llibre de les Solemnitats Reials fou un conjunt de volums datats entre 1383 i 1719 en el que els escrivans de Barcelona hi deixaven constància de les celebracions i actes importants en els que hi prenien part els representants de la ciutat com visites de personatges destacats, celebracions religioses, cerimònies funeràries reials, naixements de prínceps...
L'anotació tenia com a funcionalitat la constància històrica, així com l'enregistrament dels diferents detalls de les cerimònies per esdevenir de referència i consulta per a propers esdeveniments similars. Totes les anotacions són en llengua catalana llevat de les de 1719. El Llibre de les Solemnitats contingué 7 volums, els dos primers dels quals i els primers folis del tercer s'han perdut, amb el que la part actualment conservada s'inicia el 1424.
La descripció de la processó del Corpus Christi a Barcelona del 1424 és singular perquè incorporarà els canvis posteriors al mateix text i esdevindrà patró de referència per les celebracions posteriors i per evitar conflictes fins a mitjans del segle xiv.